# Stadtbad Quedlinburg

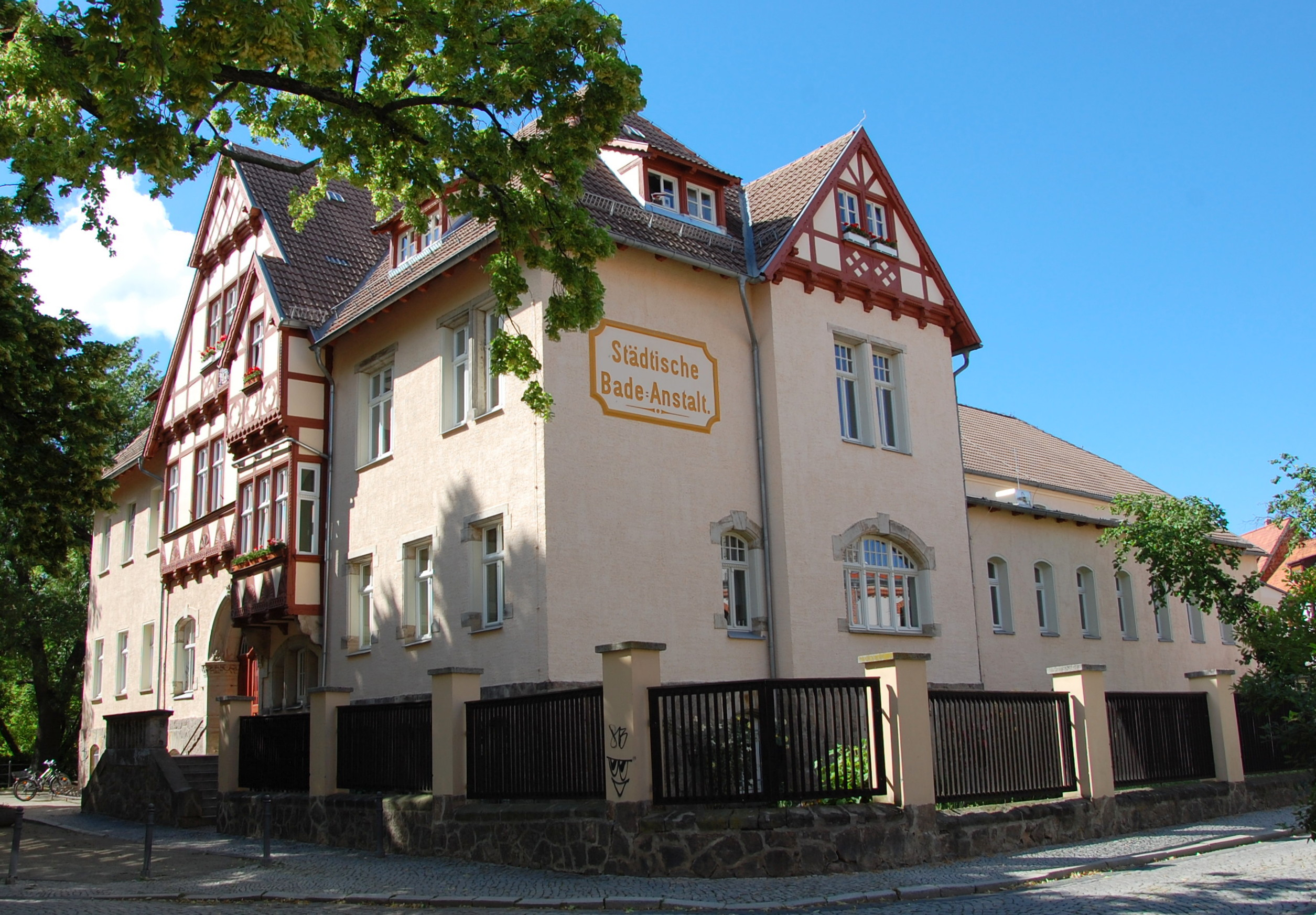
Stadtbad Quedlinburg

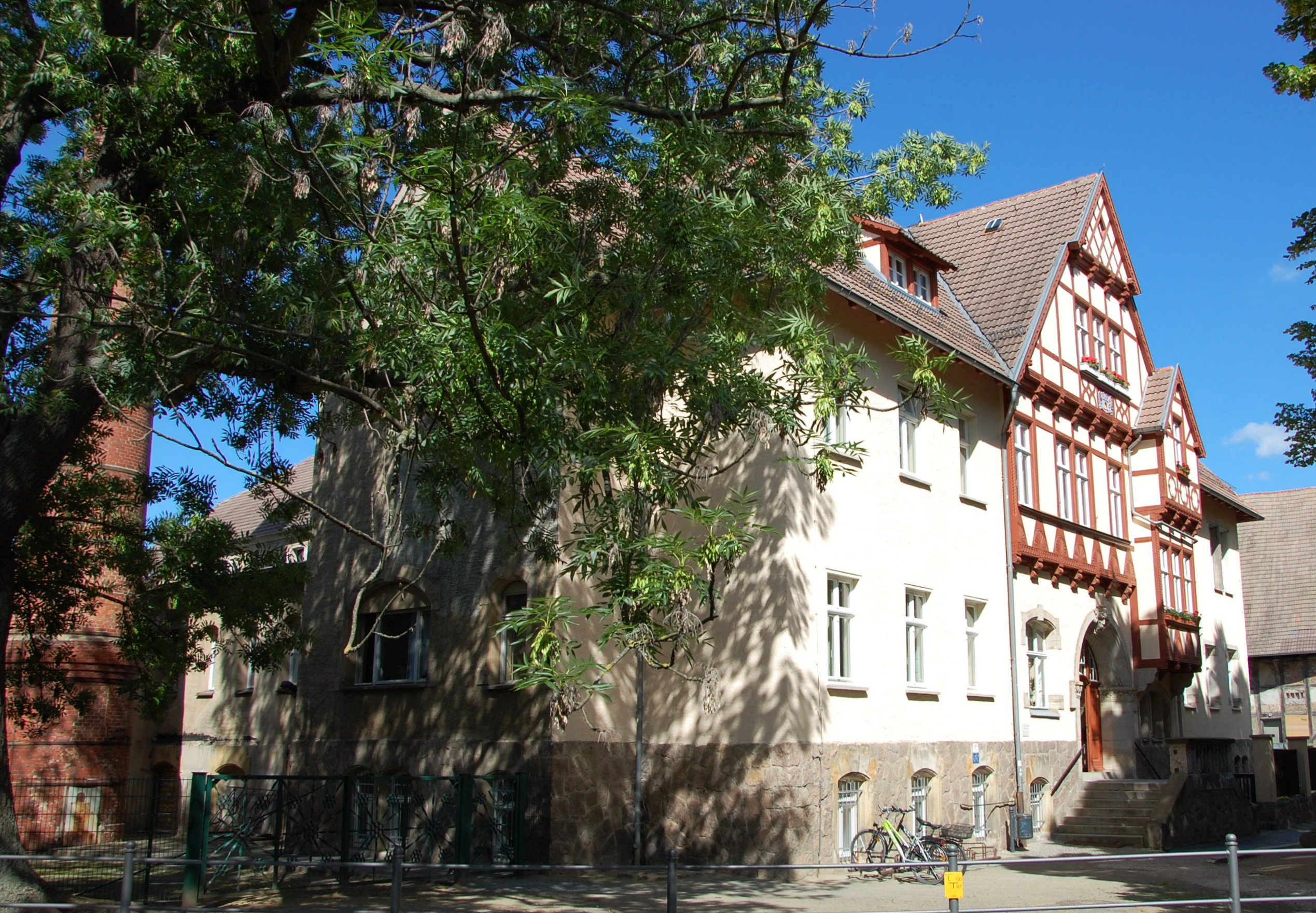
Südseite

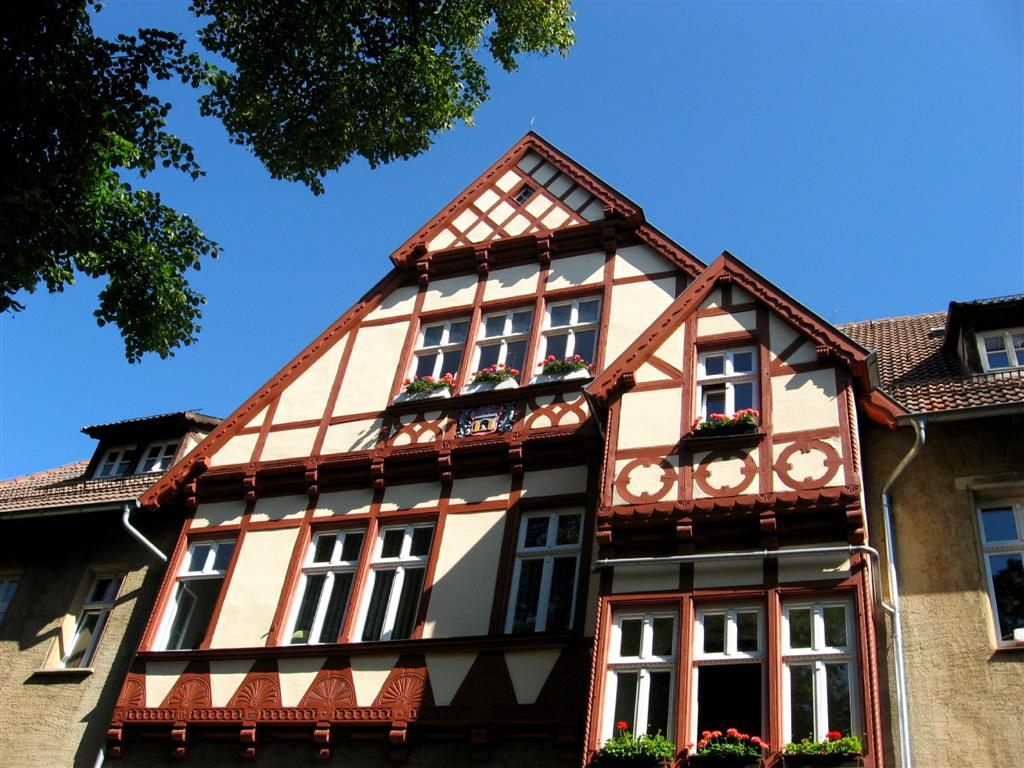
Fachwerkgiebel

Das Stadtbad Quedlinburg ist ein städtisches Hallenbad der Stadt Quedlinburg in Sachsen-Anhalt. Das Gebäude ist denkmalgeschützt.

## Lage
Das Bad befindet sich östlich des Mühlgrabens in Quedlinburg an der GutsMuthsstraße 6. Es ist im Quedlinburger Denkmalverzeichnis als Badeanstalt eingetragen.

## Architektur und Geschichte
Das Gebäude entstand im Jahr 1903, nach anderen unzutreffenden Angaben erst 1908. Zuvor befand sich an dieser Stelle die zur Mühle Zwischen den Städten gehörende Garteninsel, die vom Mühlgraben und dem Freigraben umflossen wurde. Der Freigraben wurde im Zuge der Bauarbeiten zugeschüttet. Die östliche Einfriedung des Stadtbades entstand im Bereich des ehemaligen Grabens. Bei der Errichtung des Bades ergaben sich erhebliche Schwierigkeiten mit dem Baugrund.
Neben einer Schwimmhalle wurden auch Abteilungen für Wannen-, Brause- und Dampfbäder eingerichtet. Die Einweihung erfolgte am 1. Oktober 1903.
Das Gebäude verfügt über einen markanten Giebel in Fachwerkbauweise, der traditionelle Elemente des Quedlinburger Fachwerkbaus zitiert. Die Fachwerkbauweise kam auf Wunsch des Quedlinburger Bauamtes zum Einsatz. Ebenfalls bemerkenswert ist das repräsentativ gestaltete Portal mit Freitreppe.
Das Hallenbad wird seit 1996 durch die Stadtwerke Quedlinburg betrieben und verfügt über ein Schwimmbecken mit einer Größe von 9 mal 18 Metern bei einer Tiefe von 0,7 bis 2,8 Metern. Die Anlage verfügt über eine Ozonaufbereitungsanlage zur Reinigung des Wassers.